# Барков, Александр Сергеевич (химик)
Алекса́ндр Серге́евич Барко́в (около 1911—1973) — советский военный химик, инженер-подполковник.

## Биография
Родился около 1911 года в семье личного почётного гражданина Сергея Михайловича Баркова в Москве.
Во время войны - в ГВХУ КА (Главное военно-химическое управление Красной Армии), инженер-майор. Награждён медалями «За оборону Москвы» и «За победу над Германией в Великой Отечественной войне 1941–1945 гг.»

## Основные работы
Основные работы — в военной области, засекречены по настоящее время (разработка отравляющих веществ на основе хлора).

## Награды и премии
- Сталинская премия третьей степени (1950) — за работу в области военного снаряжения
- медали